# Amfiteátrum 7. sz. barlang
Az Amfiteátrum 7. sz. barlang Ürömön, a Duna–Ipoly Nemzeti Parkban található egyik barlang. Az Amfiteátrum-kőfejtő hét barlangja közül az egyik.

## Leírás
Üröm szélén, a település központjától délre, a Péter-hegynek a nyugati oldalán, a már nem művelt Amfiteátrum-kőfejtőnek, amelynek a másik neve Csókavári-kőfejtő, a bejárata után, a bejárathoz közel, a felső szint jobb oldalán, sziklafal tövében, 179,3 méter tengerszint feletti magasságban nyílik a barlangnak, a mesterségesen, véletlenül megnyílt, szabálytalan alakú, vízszintes tengelyirányú, keletre néző, egy méter széles és 90 centiméter magas bejárata. A lezárt magánterületen lévő bejárat nehezen látható, mert előtte sűrű növényzet nőtt. Az Amfiteátrum-barlanggal szemben található a bejárata. Az Ürömi Tanösvénynek az egyik állomása a kőfejtő.
A barlang triász mészkőben jött létre. A hévizes eredetű barlang inaktív és karsztvízszint alatti oldódással alakult ki. Nem jellemző az előkészítő tevékenység nyoma benne. Egyszerű térformájú, száraz, lejtő, kis barlang. Jellemző szelvénytípusa a szabálytalan szelvény. Gömbfülke, gömbüst, kalcittelér és kevés, kondenz borsókő található benne. A gömbüstök tagolják a falait. A vízszintes kiterjedése három méter. Könnyen, barlangjáró alapfelszereléssel bejárható. A megtekintéséhez engedély szükséges.
2003-ban volt először Amfiteátrum 7. sz. barlangnak nevezve a barlang az irodalmában, a Kovács Richárd által szerkesztett barlangtérképen. A Csókavári-barlang egyik részének, a Porhintő-barlangnak egyik neve az Amfiteátrum 7. sz.-barlang (Sásdi 1997) név.

## Kutatástörténet
A kőbányászat során tárult fel. A Horváth János által 1967-ben készített, az Amfiteátrum kőfejtőt és barlangjait bemutató térképlapon nincs rajta a barlang. Az 1991-ben Kárpát József által rajzolt, az Amfiteátrum kőfejtőt ábrázoló helyszínrajzon nincs rajta a barlang. Az 1997. januári állapotot bemutató, a Csókavárat ábrázoló helyszínrajzon, amelyet Regős József rajzolt meg van jelölve a helye egy barlangjellel és bontott lyuk felirattal.
2003-ban Kovács Richárd szerkesztett egy alaprajzi barlangtérképet és egy keresztmetszetet, amelyek 1:100 méretarányban készültek. A barlangtérkép-lap szerint 3,5 méter hosszú és két méter mély. A 2003-ban írt nyilvántartólapján az olvasható, hogy a részletesen felmért barlang 3,5 méter hosszú, két méter függőleges kiterjedésű és két méter mély. A vízszintes kiterjedése három méter és szabadon látogatható. A barlangban felhalmozódott szemetet fontos lenne eltávolítani.
A 2011. évi Karszt és Barlangban megjelent tanulmányban az van írva, hogy a kőbányában kőfejtéskor megnyílt barlangok közül a legtöbb triász mészkőben keletkezett. A valószínűleg a miocénban történt vulkáni tevékenységkor elkezdődött, hidrotermális folyamatok miatt üregesedés és kalcitkiválás történt a hasadékok mentén. Ezt tektonikai mozgások követték, amelyeknek nyomai sok barlangban megtalálhatók. Majd megint hévizes feláramlások történtek, amelyeknek következménye megint üregesedés lett és emiatt jött létre a kőfejtő sok ürege. A kőbányában hét barlang található.
A 2013. évi Karsztfejlődésben publikált tanulmány szerint a Csókavári-kőfejtő oldalában tucatnyi, kis barlangot tárt fel a kőbányászat. Mindegyik barlang termálkarsztos, azaz hipogén barlang, ezért a szerteágazó járataikra semmi nem utal a felszínen. A bányászat előtt nem volt senkinek tudomása egyik barlangról sem. A barlangoknak a felfedezés, a feltárás sorrendjében adtak sorszámot. A kőfejtő összes barlangjának van barlangkataszteri száma. A kőfejtő kisebb barlangjai általában csak néhány méter hosszúak és belül szűkek. A kis barlangok közül néhány csak kötéllel közelíthető meg és néhányban borsóköves kiválás és gömbfülke van.